# Ветвицький Дмитро Олександрович
Ветви́цький Дмитро́ Олекса́ндрович — народний депутат України 6-го скликання.

## Біографія
Народився 6 квітня 1968 року у місті Дніпропетровську в інтелігентній родині.
У 1985 році отримав середню освіту в Дніпропетровській середній школі № 13.
Після школи, у 1985—1986 роках, навчався у Дніпропетровському інженерно-будівельному інституті. А потім, як і десятки тисяч співвітчизників, служив у збройних силах СРСР. Це було з 1986 по 1988 рік.
З 1988 по 1994 рік навчався у Донецькому комерційному інституті. Під час навчання працював в кількох комерційних структурах і в державному підприємстві «Укркомунекологія». Після того як отримав вищу освіту, працював на керівних посадах в бізнес-структурах.
З 1997 по січень 2011 роки був членом партії «Батьківщина».
У 2000 — 2001 роках був першим заступником генерального директора ВАТ «ПГЗК» у місті Кривий Ріг, а з 2001 до 2007 року працював на керівних посадах у комерційних структурах.
З 2007 року і до моменту обрання народним депутатом України очолив благодійну організацію «Фонд громадських ініціатив «Еволюція».
З 2007 року і дотепер працює народним депутатом Верховної Ради України VI скликання. Член Комітету Верховної Ради України з питань бюджету, заступник члена Постійної делегації у Парламентській асамблеї Ради Європи і керівник групи з міжпарламентських зв'язків з Північною Македонією.
1 лютого 2011 року вступив у політичну партію ПРАВДА[недоступне посилання з червня 2019].
Православний, має родину — жінку і четверо діточок.
23 лютого 2011 року Вища Атестаційна Комісія України на підставі захисту дисертації присудила Ветвицькому Дмитру Олександровичу науковий ступінь кандидата наук з державного управління зі спеціальності механізм державного управління.

## Політична діяльність
У Верховній Раді Дмитро Ветвицький опікується соціальними проблемами, такими, як пенсійне забезпечення, субсідії, протидія нелегальному гральному бізнесу, алкоголізму та іншими нагальними питаннями.

### Зміна Гімну України
Дмитро Ветвицький запропонував змінити перший депресивний рядок «Ще не вмерла України і слава, і воля» на «Слава Богу, в Україні є і правда, і воля».[недоступне посилання з березня 2019]
Аргументуючи необхідність змінити Гімн, Ветвицький зазначив:
«Гімн звучить на всіх публічних заходах, по радіо та телебаченню. Він є символом України не тільки всередині країни, але і за її межами. Тому дуже важливо, аби кожне слово Гімну викликало надію та патріотичні почуття. Але про яку надію може йтися, коли Гімн починається зі слів „Ще не вмерла України і слава, і воля“?!
Чинний текст Гімну писався в далекому 1862 році. Та з того часу Україна вже стала незалежною державою. Хоча їй і зараз загрожує небезпека, але не від загарбників з Заходу або Півночі, а від байдужості, що панує в українському суспільстві сьогодні. Саме тому і виникла ідея замінити першу строчку тексту гімну на нові, більш духовні та позитивні слова „Слава Богу, в Україні є і правда, і воля // Вже нам, браття-українці, посміхнулась доля“. Кожен раз, коли буде виконуватися Гімн з такими словами, люди фактично будуть молитися Богу. Впевнений, що це піде на користь усім, від народних депутатів до школярів».
Крім того, Ветвицький запропонував поважніше ставитися до державних символів, знімаючи головні убори під час виконання Гімну, а також повертаючись обличчям до Державного прапора.

### Скорочення пенсій та вихідної допомоги для чиновників
Дмитро Ветвицький запропонував зменшити величезні пенсії чиновників, обмеживши їх 2-ма мінімальними пенсіями[недоступне посилання з червня 2019].
Як наголосив Дмитро Олександрович, «ми повинні ліквідовувати цю величезну прірву між багатими і бідними в нашій країні. Не повинен чиновник одержувати пенсію в 20 разів більшу, ніж вчитель або лікар. Адже міністр нічим не кращий за решту пенсіонерів, і між їхніми пенсіями не має бути такої різниці».
Крім того, законопроєкт передбачає відміну вихідної допомоги для чиновників у розмірі 10—12 місячних окладів, що в окремих випадках досягає 170 тис. грн.

### Підвищення мінімальної пенсії
«Мінімальні пенсії повинні бути вищими за прожитковий мінімум», — заявив народний депутат України, президент партії ПРАВДА Дмитро Ветвицький, коментуючи свій законопроєкт № 8101[недоступне посилання з березня 2019].
«Сьогодні ані уряд, ані депутати не можуть відповісти на найважливіше питання — як прожити на 750 гривень. Адже, за ці гроші прожити майже неможливо. Тому я пропоную підвищити пенсію українців і зробити її вищою за прожитковий мінімум», — заявив президент партії ПРАВДА.
«Українці з тридцятип'ятирічним стажем заслуговують отримувати більше ніж нероби, що взагалі не працювали і зараз отримують допомогу у розмірі прожиткового мінімуму. Це несправедливо. Пенсії повинні розподілятися більш справедливо, і тому ми повинні зробити мінімальні пенсії вищими за прожитковий мінімум», — підкреслив Ветвицький.

### Автоматичне оформлення субсидій
«Субсидії повинні оформлюватися державними органами автоматично для кожного, хто має на це право», — з такою законодавчою ініціативою виступив народний депутат, президент партії «ПРАВДА» Дмитро Ветвицький.
Відповідний законопроєкт № 8140 буз зареєстрований 21.02.2011 у Верховній Раді.
«На сьогоднішній день, для того аби оформити субсидію, люди вимушені місяцями збирати купу довідок, а також годинами вистоювати у нескінченних чергах. От і виходить, що субсидія це право, яким дуже важко скористатися, наприклад, людям похилого віку. Тому нам потрібно змінити порядок оформлення субсидій, зробивши його автоматичним для кожного, хто має на це право. Субсидії будуть безпосередньо оформлюватися виключно державними органами, які у встановлений законом термін зобов’язані оформити субсидію та повідомити про це людину. Люди ж повністю звільняються від будь-яких зобов’язань щодо оформлення субсидії», — заявив народний депутат.
Ветвицький також наголосив, що автоматичне оформлення субсидій суттєво розширить можливості людей користуватися такими пільгами, які можуть навіть не підозрювати про своє право на субсидії.
«Багато людей не користується законним правом на субсидії не тільки тому, що не має змоги стояти в чергах, а й тому, що просто не знають про таку можливість. Автоматичний порядок оформлення субсидій дасть змогу усім людям користуватися законним правом на такі комунальні пільги», — зауважив Ветвицький.

### Боротьба з незаконним гральним бізнесом
Дмитро Ветвицький відстоює заборону нелегального грального бізнесу в Україні.
Зокрема народний депутат ініціював введення кримінільної відповідальності за організацію незаконного грального бізнесу, яку було введено на початку 2011 року.
Ветвицький продовжує боротися за закриттям підпільних залів гральних автоматів, що, незважаючи на заборону, не перестають працювати по всій Україні.
«Хоча Закон про запровадження кримінальної відповідальності для організаторів грального бізнесу, який підписав Президент, є плагіатом, адже ідентичний законопроєкт було подано мною ще 2009 року, у будь-якому випадку, найголовніше те, що таку відповідальність все ж таки ввели в дію. Зараз у правоохоронців є достатньо повноважень, аби виконати закон і закрити всі заклади грального бізнесу, а організаторів посадити за ґрати», — заявив депутат.
«Одночасно уряд майже на мільярд збільшив фінансування прокуратури з бюджету у 2011. У той час, коли більшість людей отримали з бюджету облизня, таке неадекватне фінансування може бути виправдане тільки у одному випадку — якщо прокуратура витратить цей мільярд, відібраний у пенсіонерів та дітей, для того аби раз і на завжди закрити нелегальний гральний бізнес у нашій країні, який продовжує паразитувати на горі українців та виймає з кишень пересічних українців мільярди гривень. У іншому випадку збільшення фінансування прокуратури з 1 217 мільйонів до 2 201 мільйонів виявиться марнотратством», — сказав Ветвицький.

### Протидія алкоголізму і табакокурінню
Дмитро ветвицький активно бореться проти розповсюдження таких деструктивних явищ, як алкоголізм і табакокуріння.
Зокрема Ветвицький ініціював законопроєкт № 5251 щодо підвищення акцизів на алкоголні напої, а також законопроєкт № 5164 щодо заборони реклами, спонсорства та стимулювання продажу тютюнових виробів.
«Ми повинні прийняти чіткий, якісний закон про заборону реклами тютюнових виробів і не допустити, щоб в другому читанні були внесені поправки, які перекрутили б сам зміст цього законопроєкту. Всі ми знаємо: нічого хорошого в тютюнокурінні немає. І розвивати тютюнову галузь, долучати нових, особливо молодих, людей до порочної і шкідливої звички немає ніякого сенсу», — сказав Ветвицький.

### Всеукраїнський референдум щодо продажу землі
«Тільки народ України має право вирішувати, чи варто продавати українську землю», — заявив народний депутат України, президент партії «ПРАВДА» Дмитро Ветвицький, коментуючи власний законопроєкт № 8252[недоступне посилання з червня 2019] про необхідність винесення на всеукраїнській референдум питання щодо можливості продажу сільськогосподарської землі в Україні.
Питання про запровадження ринкового обігу земель сільськогосподарського призначення пропонується віднести до переліку питань, які вирішуються виключно всеукраїнським референдумом. У зв’язку із цим купівлю-продаж земельних ділянок, які належать до земель сільськогосподарського призначення, або відчуження таких земельних ділянок у інший спосіб і зміну їх цільового призначення пропонується заборонити до моменту вирішення відповідного питання Українським народом безпосередньо на національному референдумі.